# La Feixa (Herba-savina)
La Feixa és un paratge del terme municipal de Conca de Dalt, a l'antic terme d'Hortoneda de la Conca, al Pallars Jussà, en territori que havia estat del poble d'Herba-savina.
Està situada al nord d'Herba-savina, a sota de la cinglera de la Serra de Pessonada. La mateixa cinglera, en el seu lloc més vertical, rep els noms de Roc de la Feixa. És la continuïtat cap a orient, malgrat la distància que els separa, de la Feixa de Pessonada.